# Cliveden Set

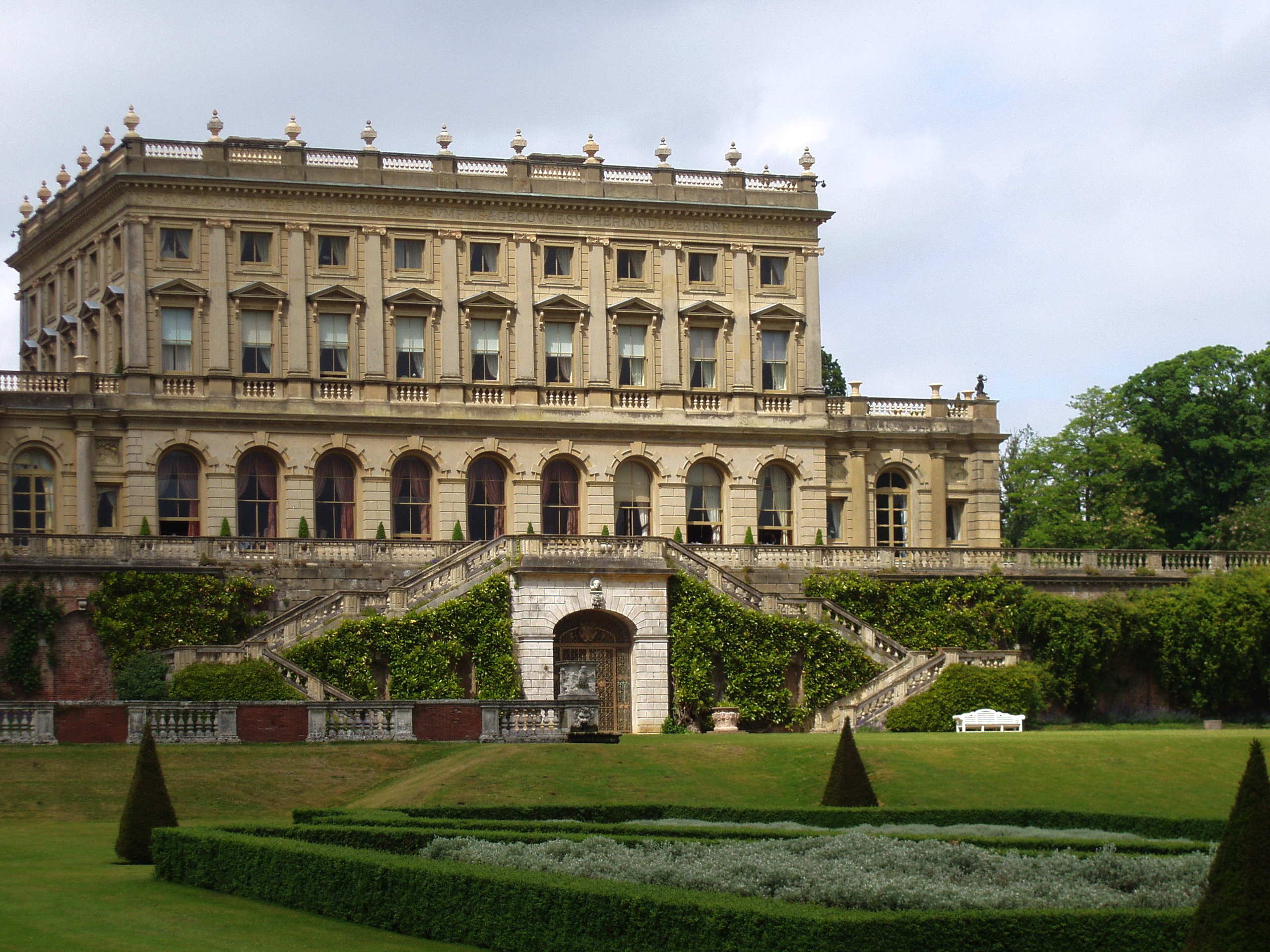
Casa de Cliveden vista de seu jardim.

O Cliveden Set foi um grupo de classe alta de 1930 com pessoas proeminentes, que foram politicamente influentes antes da Segunda Guerra Mundial no Reino Unido. Eles estavam no círculo de Nancy Astor, Viscondessa de Astor, a primeira mulher a conseguir um assento no Parlamento. O nome vem de Cliveden, uma casa senhorial em Buckinghamshire que era a residência de campo de Astor.
A alcunha Cliveden Set foi cunhada por Claud Cockburn em seu jornalismo para o jornal comunista The Week. Há muito tempo é amplamente aceito que o grupo aristocrático germanófilo era a favor de relações amistosas com a Alemanha nazista e ajudou a criar a política de apaziguamento. John L. Spivak, escrevendo em 1939, dedicou um capítulo ao Cliveden Set. O relato sobre o grupo de Norman Rose em 2000 propõe que, quando se reuniu em Cliveden, funcionou mais como um think tank do que como uma associação secreta. De acordo com Carroll Quigley, o Cliveden Set foi fortemente anti-alemão antes e durante a Primeira Guerra Mundial.
Após o fim da Segunda Guerra Mundial, a descoberta do Livro Negro nazista mostrou que todos os membros do grupo deveriam ser presos assim que a Grã-Bretanha fosse invadida. Lady Astor observou: "É a resposta completa à terrível mentira de que o chamado 'Cliveden Set' era pró-fascista".
As verdadeiras crenças e influência do Cliveden Set são questões de disputa. No final do século XX, alguns historiadores do período passaram a considerar as alegações sobre isso um exagero. Por exemplo, Christopher Sykes, em uma simpática biografia de Nancy Astor em 1972, argumentou que toda a história sobre o Cliveden Set tinha sido uma fabricação ideologicamente motivada por Cockburn que veio a ser geralmente aceita por um público, que procurava bodes expiatórios para apaziguamento britânico pré-guerra de Adolf Hitler. Alguns argumentos acadêmicos afirmam que o relato de Cockburn pode não ter sido inteiramente preciso, mas suas principais alegações não podem ser facilmente rejeitadas.